# Parallactis homomorpha
Parallactis homomorpha är en fjärilsart som beskrevs av Edward Meyrick. Parallactis homomorpha ingår i släktet Parallactis och familjen stävmalar. Inga underarter finns listade i Catalogue of Life.